# Wereldkampioenschappen tafeltennis 1993
De wereldkampioenschappen tafeltennis 1993 werden van 11 t/m 23 mei gehouden in de Zweedse stad Göteborg. Het was de 42e editie van het toernooi.
Op het programma stonden zeven onderdelen:
- Enkelspel mannen. Regerend kampioen was  Jörgen Persson.
- Enkelspel vrouwen. Regerend kampioen was  Deng Yaping.
- Dubbelspel mannen. Regerend kampioenen waren  Peter Karlsson en  Thomas von Scheele.
- Dubbelspel vrouwen. Regerend kampioenen waren  Chen Zihe en  Gao Jun.
- Gemengd dubbel. Regerend kampioenen waren  Wang Tao en  Liu Wei.
- Team mannen. Regerend kampioen was  Zweden.
- Team vrouwen. Regerend kampioen was  Verenigd Korea.

De winnaars mogen zich voor twee jaar wereldkampioen noemen. De verliezend finalist ontvangt de zilveren medaille. De verliezers van de halve finales ontvangen de bronzen medaille op de individuele onderdelen. Bij de teams wordt er wel om de bronzen plak gestreden door de verliezende halvefinalisten.

## Medailles

### Medaillewinnaars
| Onderdeel        | Goud                                                                             | Zilver                                                         | Brons                                                                         |
| Enkelspel (m)    | Jean-Philippe Gatien                                                             | Jean-Michel Saive                                              | Zoran Primorac Jan-Ove Waldner                                                |
| Enkelspel (v)    | Hyun Jung-hwa                                                                    | Chen Jing                                                      | Otilia Bădescu Gao Jun                                                        |
| Dubbel (m)       | Lu Lin Wang Tao                                                                  | Ma Wenge Zhang Lei                                             | Kim Taek-soo Yoo Nam-kyu Lin Zhigang Liu Guoliang                             |
| Dubbel (v)       | Liu Wei Qiao Yunping                                                             | Deng Yaping Qiao Hong                                          | Chen Zihe Gao Jun Chai Po Wa Chan Tan Lui                                     |
| Dubbel (gemengd) | Wang Tao Liu Wei                                                                 | Yoo Nam-kyu Hyun Jung-hwa                                      | Ma Wenge Qiao Yunping Li Sung-il Yu Sun-bok                                   |
| Team (m)         | Zweden Mikael Appelgren Peter Karlsson Erik Lindh Jörgen Persson Jan-Ove Waldner | China Liu Guoliang Lu Lin Ma Wenge Wang Hao Wang Tao Zhang Lei | Duitsland Oliver Alke Steffen Fetzner Peter Franz Richard Prause Jörg Roßkopf |
| Team (v)         | China Chen Zihe Deng Yaping Gao Jun Qiao Hong                                    | Noord-Korea An Hui-suk Li Bun-hui Wi Bok-sun Yu Sun-bok        | Zuid-Korea Hong Cha-ok Hong Soon-hwa Hyun Jung-hwa Park Hae-jung              |

### Medailleklassement
Dubbelparen uit verschillende landen gelden ieder als 0,5.
| Plaats | Land           | Goud | Zilver | Brons | Totaal |
| 1      | China          | 4    | 3      | 4     | 11     |
| 2      | Zuid-Korea     | 1    | 1      | 2     | 4      |
| 3      | Zweden         | 1    | 0      | 1     | 2      |
| 4      | Frankrijk      | 1    | 0      | 0     | 1      |
| 5      | Noord-Korea    | 0    | 1      | 1     | 2      |
| 6      | België         | 0    | 1      | 0     | 1      |
| 6      | Chinees Taipei | 0    | 1      | 0     | 1      |
| 8      | Duitsland      | 0    | 0      | 1     | 1      |
| 8      | Hongkong       | 0    | 0      | 1     | 1      |
| 8      | Kroatië        | 0    | 0      | 1     | 1      |
| 8      | Roemenië       | 0    | 0      | 1     | 1      |
| Totaal | Totaal         | 7    | 7      | 12    | 26     |